# Nuoto sincronizzato ai Giochi della XXX Olimpiade - Duo
La gara di Duo del nuoto sincronizzato dei giochi olimpici di Londra 2012 si è svolta tra il 5 e il 7 agosto 2012 presso il London Aquatics Centre. Ha visto in gara 24 coppie di atlete provenienti da 24 nazioni.

## Programma
| Data                   | Ora   | Turno                         |
| ---------------------- | ----- | ----------------------------- |
| Domenica 5 agosto 2012 | 15:00 | Qualificazioni: Prova Tecnica |
| Lunedì 6 agosto 2012   | 15:00 | Qualificazioni: Prova Libera  |
| Martedì 7 agosto 2012  | 15:00 | Finale                        |

## Qualificazioni
| Posizione | Duo                                            | Nazione        | Prova Tecnica | Prova Libera | Totale  | Note |
| --------- | ---------------------------------------------- | -------------- | ------------- | ------------ | ------- | ---- |
| 1         | Natal'ja Iščenko Svetlana Romašina             | Russia         | 98.200        | 98.600       | 196.800 | Q    |
| 2         | Huang Xuechen Liu Ou                           | Cina           | 96.100        | 96.710       | 192.810 | Q    |
| 3         | Ona Carbonell Ballestero Andrea Fuentes Fache  | Spagna         | 96.000        | 96.590       | 192.590 | Q    |
| 4         | Marie-Pier Boudreau Gagnon Élise Marcotte      | Canada         | 94.500        | 94.750       | 189.250 | Q    |
| 5         | Yukiko Inui Chisa Kobayashi                    | Giappone       | 93.200        | 93.200       | 186.400 | Q    |
| 6         | Darja Juško Ksenija Sydorenko                  | Ucraina        | 92.200        | 92.140       | 184.340 | Q    |
| 7         | Giulia Lapi Mariangela Perrupato               | Italia         | 90.700        | 90.740       | 181.440 | Q    |
| 8         | Evangelia Platanioti Despoina Solomou          | Grecia         | 89.200        | 88.840       | 178.040 | Q    |
| 9         | Olivia Federici Jenna Randall                  | Regno Unito    | 88.100        | 88.790       | 176.890 | Q    |
| 10        | Mary Killman Mariya Koroleva                   | Stati Uniti    | 87.900        | 88.270       | 176.170 | Q    |
| 11        | Sara Labrousse Chloé Willhelm                  | Francia        | 87.700        | 88.340       | 176.040 | Q    |
| 12        | Park Hyun-ha Park Hyun-sun                     | Corea del Sud  | 86.700        | 87.460       | 174.160 | Q    |
| 13        | Nayara Figueira Lara Teixeira                  | Brasile        | 87.100        | 87.000       | 174.100 |      |
| 14        | Soňa Bernardová Alžběta Dufková                | Rep. Ceca      | 85.800        | 86.040       | 171.840 |      |
| 15        | Anna Kulkina Aigerim Zhexembinova              | Kazakistan     | 84.600        | 84.980       | 169.580 |      |
| 16        | Jang Hyang-mi Jong Yon-hui                     | Corea del Nord | 84.400        | 84.830       | 169.230 |      |
| 17        | Anastasia Gloushkov Inna Yoffe                 | Israele        | 83.400        | 83.520       | 166.920 |      |
| 18        | Isabel Delgado Plancarte Nuria Diosdado Garcia | Messico        | 83.000        | 83.610       | 166.610 |      |
| 19        | Nadine Brandl Livia Lang                       | Austria        | 82.000        | 81.850       | 163.850 |      |
| 20        | Pamela Fischer Anja Nyffeler                   | Svizzera       | 81.200        | 82.120       | 163.320 |      |
| 21        | Eszter Czékus Szofi Kiss                       | Ungheria       | 79.400        | 79.080       | 158.480 |      |
| 22        | Etel Sánchez Sofia Sánchez                     | Argentina      | 78.900        | 78.410       | 157.310 |      |
| 23        | Eloise Amberger Sarah Bombell                  | Australia      | 77.400        | 77.480       | 154.880 |      |
| 24        | Shaza Abdelrahman Dalia El-Gebaly              | Egitto         | 75.700        | 76.400       | 152.100 |      |

## Finale
Le sincronette si sono esibite solo con la prova libera
| Posizione | Duo                                      | Nazione       | Punteggio |
| --------- | ---------------------------------------- | ------------- | --------- |
|           | N. Iščenko S. Romašina                   | Russia        | 98.900    |
|           | O. Carbonell Ballestero A. Fuentes Fache | Spagna        | 96.900    |
|           | Huang X. Liu O.                          | Cina          | 96.770    |
| 4         | M.P. Boudreau Gagnon E. Marcotte         | Canada        | 94.620    |
| 5         | Y. Inui C. Kobayashi                     | Giappone      | 93.540    |
| 6         | D. Juško K. Sydorenko                    | Ucraina       | 92.670    |
| 7         | G. Lapi M. Perrupato                     | Italia        | 90.720    |
| 8         | E. Platanioti D. Solomou                 | Grecia        | 89.360    |
| 9         | O. Federici J. Randall                   | Gran Bretagna | 89.170    |
| 10        | S. Labrousse C. Willhelm                 | Francia       | 88.560    |
| 11        | M. Killman M. Koroleva                   | Stati Uniti   | 87.770    |
| 12        | Park H.                                  | Corea del Sud | 87.250    |